# Francja na Zimowych Igrzyskach Olimpijskich Młodzieży 2012
Francję na Zimowych Igrzyskach Olimpijskich Młodzieży 2012, które odbywały się w Innsbrucku reprezentowało 29 zawodników.

## Skład reprezentacji Francji

### Biathlon
Chłopcy
| Zawodnicy      | Konkurencja    | Bieg    | Bieg       | Miejsce |
| Zawodnicy      | Konkurencja    | Czas    | Strzelanie | Miejsce |
| -------------- | -------------- | ------- | ---------- | ------- |
| Aristide Begue | Sprint         | 19:48.5 | 1+0        |         |
| Aristide Begue | Bieg pościgowy | 30:22.2 | 1+4+1+1    | 8.      |
| Fabien Claude  | Sprint         | 21:05.9 | 1+3        | 16.     |
| Fabien Claude  | Bieg pościgowy | 31:06.2 | 2+2+2+0    | 11.     |

Dziewczęta
| Zawodniczki     | Konkurencja    | Bieg    | Bieg       | Miejsce |
| Zawodniczki     | Konkurencja    | Czas    | Strzelanie | Miejsce |
| --------------- | -------------- | ------- | ---------- | ------- |
| Chloe Chevalier | Sprint         | 18:55.8 | 1+2        | 12.     |
| Chloe Chevalier | Bieg pościgowy | 31:17.6 | 3+1+2+1    | 15.     |
| Lea Ducordeau   | Sprint         | 19:13.6 | 2+0        | 15.     |
| Lea Ducordeau   | Bieg pościgowy | 30:59.2 | 0+0+3+2    | 13.     |

Sztafeta mieszana
| Zawodnicy                                                  | Konkurencja       | Bieg      | Bieg       | Miejsce |
| Zawodnicy                                                  | Konkurencja       | Czas      | Strzelanie | Miejsce |
| ---------------------------------------------------------- | ----------------- | --------- | ---------- | ------- |
| Lea Ducordeau Chloe Chevalier Fabien Claude Aristide Begue | Sztafeta mieszana | 1:13:27.8 | 1+12       |         |

### Biegi narciarskie
Chłopcy
| Zawodnik           | Konkurencja   | Kwalifikacje | Kwalifikacje | Ćwierćfinał | Ćwierćfinał | Półfinał      | Półfinał      | Finał         | Finał         |
| Zawodnik           | Konkurencja   | Wynik        | Miejsce      | Wynik       | Miejsce     | Wynik         | Miejsce       | Wynik         | Miejsce       |
| ------------------ | ------------- | ------------ | ------------ | ----------- | ----------- | ------------- | ------------- | ------------- | ------------- |
| Thomas Chambellant | Sprint        | 1:49.45      | 24. Q        | 1:51.7      | 4.          | Nie awansował | Nie awansował | Nie awansował | Nie awansował |
| Thomas Chambellant | Bieg na 10 km |              |              |             |             |               |               | 31:55.0       | 21.           |
| Richard Jouve      | Sprint        | 1:50.07      | 28. Q        | 1:47.5      | 5.          | Nie awansował | Nie awansował | Nie awansował | Nie awansował |
| Richard Jouve      | Bieg na 10 km |              |              |             |             |               |               | 32:01.8       | 23.           |

Dziewczęta
| Zawodniczka            | Konkurencja  | Kwalifikacje | Kwalifikacje | Ćwierćfinał    | Ćwierćfinał    | Półfinał       | Półfinał       | Finał          | Finał          |
| Zawodniczka            | Konkurencja  | Wynik        | Miejsce      | Wynik          | Miejsce        | Wynik          | Miejsce        | Wynik          | Miejsce        |
| ---------------------- | ------------ | ------------ | ------------ | -------------- | -------------- | -------------- | -------------- | -------------- | -------------- |
| Alison Perrillat-Amede | Sprint       | 2:13.27      | 33.          | Nie awansowała | Nie awansowała | Nie awansowała | Nie awansowała | Nie awansowała | Nie awansowała |
| Alison Perrillat-Amede | Bieg na 5 km |              |              |                |                |                |                | 17:41.7        | 31.            |
| Constance Vulliet      | Sprint       | 2:10.67      | 28. Q        | 2:13.5         | 6.             | Nie awansowała | Nie awansowała | Nie awansowała | Nie awansowała |
| Constance Vulliet      | Bieg na 5 km |              |              |                |                |                |                | 17:15.0        | 27.            |

Sztafeta mieszana z biathlonem
| Zawodnicy                                                        | Konkurencja                    | Bieg      | Bieg       | Miejsce |
| Zawodnicy                                                        | Konkurencja                    | Czas      | Strzelanie | Miejsce |
| ---------------------------------------------------------------- | ------------------------------ | --------- | ---------- | ------- |
| Lea Ducordeau Constance Vulliet Fabien Claude Thomas Chambellant | Sztafeta mieszana z biathlonem | 1:06:01.9 | 0+5        | 5.      |

### Hokej na lodzie
Chłopcy
| Zawodnik         | Konkurencja                         | Kwalifikacje | Kwalifikacje | Wielki finał  | Wielki finał  |
| Zawodnik         | Konkurencja                         | Punkty       | Miejsce      | Punkty        | Miejsce       |
| ---------------- | ----------------------------------- | ------------ | ------------ | ------------- | ------------- |
| Thibaut Colombin | Konkurs umiejętności indywidualnych | 5            | 14.          | Nie awansował | Nie awansował |

Dziewczęta
| Zawodniczka   | Konkurencja                         | Kwalifikacje | Kwalifikacje | Wielki finał | Wielki finał |
| Zawodniczka   | Konkurencja                         | Punkty       | Miejsce      | Punkty       | Miejsce      |
| ------------- | ----------------------------------- | ------------ | ------------ | ------------ | ------------ |
| Morgane Rihet | Konkurs umiejętności indywidualnych | 17           | 6. Q         | 16           | 6.           |

### Kombinacja norweska
Chłopcy
| Zawodnik    | Konkurencja   | Skok   | Skok    | Bieg   | Bieg       | Razem   | Razem   |
| Zawodnik    | Konkurencja   | Punkty | Pozycja | Strata | Czas biegu | Czas    | Miejsce |
| ----------- | ------------- | ------ | ------- | ------ | ---------- | ------- | ------- |
| Tom Balland | Indywidualnie | 104.7  | 14.     | 2:11   | 28:52.7    | 31:03.7 | 12.     |

### Łyżwiarstwo figurowe
| Zawodnik                        | Konkurencja   | Program krótki | Program krótki | Program dowolny | Program dowolny | Razem  | Miejsce |
| Zawodnik                        | Konkurencja   | Punkty         | Miejsce        | Punkty          | Miejsce         | Razem  | Miejsce |
| ------------------------------- | ------------- | -------------- | -------------- | --------------- | --------------- | ------ | ------- |
| Timofei Novaikin                | Soliści       | 52.47          | 5.             | 94.76           | 9.              | 147.23 | 8.      |
| Anais Ventard                   | Solistki      | 49.85          | 4.             | 86.23           | 6.              | 136.08 | 5.      |
| Estelle Elizabeth Romain Le Gac | Pary taneczne | 42.60          | 6.             | 63.82           | 5.              | 106.42 | 5.      |

Zawody mieszane
| Drużyna                                                            | Konkurencja     | Soliści   | Soliści | Soliści | Solistki  | Solistki | Solistki | Pary taneczne | Pary taneczne | Pary taneczne | Razem | Miejsce |
| Drużyna                                                            | Konkurencja     | Punktacja | Pozycja | Punkty  | Punktacja | Pozycja  | Punkty   | Punktacja     | Pozycja       | Punkty        | Razem | Miejsce |
| ------------------------------------------------------------------ | --------------- | --------- | ------- | ------- | --------- | -------- | -------- | ------------- | ------------- | ------------- | ----- | ------- |
| Carlo Vittorio Palermo Anais Ventard Jana Cejkova/Alexandr Sinicyn | Zawody mieszane | 75.71     | 7.      | 2       | 76.09     | 4.       | 5        | 54.72         | 5.            | 4             | 11    | 8.      |
| Alexander Ljan Park So-youn Estelle Elizabeth/Romain Le Gac        | Zawody mieszane | 60.45     | 8.      | 1       | 96.84     | 1.       | 8        | 66.88         | 4.            | 5             | 14    |         |
| Timofei Novaikin Sindra Kriisa Ołeksandra Nazarowa/Maksym Nikitin  | Zawody mieszane | 99.56     | 4.      | 5       | 58.52     | 8.       | 1        | 78.44         | 2.            | 7             | 13    | 4.      |

### Narciarstwo alpejskie
Chłopcy
| Zawodnicy       | Konkurencja     | Wyniki       | Wyniki       | Wyniki       | Wyniki       |
| Zawodnicy       | Konkurencja     | Runda 1      | Runda 2      | Razem        | Miejsce      |
| --------------- | --------------- | ------------ | ------------ | ------------ | ------------ |
| Leny Herpin     | Slalom          | Nie ukończył | Nie ukończył | Nie ukończył | Nie ukończył |
| Leny Herpin     | Slalom gigant   | Nie ukończył | Nie ukończył | Nie ukończył | Nie ukończył |
| Leny Herpin     | Supergigant     |              |              | Nie ukończył | Nie ukończył |
| Leny Herpin     | Superkombinacja | 1:05.10      | 37.15        | 1:42.25      | 5.           |
| Victor Schuller | Slalom          | 43.21        | 40.52        | 1:23.73      | 15.          |
| Victor Schuller | Slalom gigant   | 57.35        | Nie ukończył | Nie ukończył | Nie ukończył |
| Victor Schuller | Supergigant     |              |              | 1:04.81      | 4.           |
| Victor Schuller | Superkombinacja | 1:04.65      | 39.00        | 1:43.65      | 12.          |

Dziewczęta
| Zawodniczki     | Konkurencja     | Wyniki        | Wyniki        | Wyniki        | Wyniki        |
| Zawodniczki     | Konkurencja     | Runda 1       | Runda 2       | Razem         | Miejsce       |
| --------------- | --------------- | ------------- | ------------- | ------------- | ------------- |
| Estelle Alphand | Slalom          | 42.76         | 39.46         | 1:22.22       | 6.            |
| Estelle Alphand | Slalom gigant   | 57.69         | 58.65         | 1:56.34       |               |
| Estelle Alphand | Supergigant     |               |               | 1:05.78       |               |
| Estelle Alphand | Superkombinacja | 1:04.74       | 36.67         | 1:41.41       |               |
| Clara Direz     | Slalom          | Nie ukończyła | Nie ukończyła | Nie ukończyła | Nie ukończyła |
| Clara Direz     | Slalom gigant   | 57.58         | 58.55         | 1:56.13       |               |
| Clara Direz     | Supergigant     |               |               | 1:06.09       | 4.            |
| Clara Direz     | Superkombinacja | 1:05.64       | 36.67         | 1:42.31       | 6.            |

Drużynowy slalom równoległy
| Zawodnicy                                               | Konkurencje                 | Ćwierćfinał      | Półfinał        | Mały finał     | Miejsce |
| ------------------------------------------------------- | --------------------------- | ---------------- | --------------- | -------------- | ------- |
| Estelle Alphand Victor Schuller Clara Direz Leny Herpin | Drużynowy slalom równoległy | Słowenia · W 2-2 | Austria · L 2-2 | Włochy · W 3-1 |         |

### Narciarstwo dowolne
Chłopcy
| Zawodnicy      | Konkurencja | Kwalifikacje | Kwalifikacje | Ćwierćfinał | Ćwierćfinał | Półfinał  | Półfinał  | Finał     | Finał     |
| Zawodnicy      | Konkurencja | Czas         | Miejsce      | Czas        | Miejsce     | Czas      | Miejsce   | Czas      | Miejsce   |
| -------------- | ----------- | ------------ | ------------ | ----------- | ----------- | --------- | --------- | --------- | --------- |
| Cesar Fabre    | Halfpipe    | 64.00        | 7. Q         |             |             |           |           | 79.25     | 5.        |
| Bastien Girard | Ski cross   | 59.27        | 11.          | Anulowane   | Anulowane   | Anulowane | Anulowane | Anulowane | Anulowane |

Dziewczęta
| Zawodniczki              | Konkurencja | Kwalifikacje | Kwalifikacje | Ćwierćfinał | Ćwierćfinał | Półfinał  | Półfinał  | Finał     | Finał     |
| Zawodniczki              | Konkurencja | Czas         | Miejsce      | Czas        | Miejsce     | Czas      | Miejsce   | Czas      | Miejsce   |
| ------------------------ | ----------- | ------------ | ------------ | ----------- | ----------- | --------- | --------- | --------- | --------- |
| Marine Tripier Mondancin | Halfpipe    | 81.00        | 2. Q         |             |             |           |           | 69.50     |           |
| Emma Vorger              | Ski cross   | 1:01.87      | 9.           | Anulowane   | Anulowane   | Anulowane | Anulowane | Anulowane | Anulowane |

### Short track
Chłopcy
| Zawodnik       | Konkurencja | Ćwierćfinał | Ćwierćfinał | Półfinał            | Półfinał            | Finał               | Finał               |
| Zawodnik       | Konkurencja | Czas        | Miejsce     | Czas                | Miejsce             | Czas                | Miejsce             |
| -------------- | ----------- | ----------- | ----------- | ------------------- | ------------------- | ------------------- | ------------------- |
| Yoann Martinez | 500 m       | PEN         | PEN         | Nie awansował dalej | Nie awansował dalej | Nie awansował dalej | Nie awansował dalej |
| Yoann Martinez | 1000 m      | 1:33.762    | 2 qAB       | 1:32.564            | 3 qB                | 1:40.840            | 2                   |

Zawody mieszane
| Drużyna                                                       | Konkurencja       | Półfinał | Półfinał | Finał    | Finał   |
| Drużyna                                                       | Konkurencja       | Czas     | Miejsce  | Czas     | Miejsce |
| ------------------------------------------------------------- | ----------------- | -------- | -------- | -------- | ------- |
| Shim Suk-hee Yoann Martinez Melanie Brantner Denis Ajrapetjan | Sztafeta mieszana | 4:21.668 | 2. Q     | 4:26.352 |         |

### Skoki narciarskie
Chłopcy
| Zawodnik     | Konkurencja   | Runda 1   | Runda 1 | Runda 2   | Runda 2 | Razem  | Razem   |
| Zawodnik     | Konkurencja   | Odległość | Punkty  | Odległość | Punkty  | Punkty | Miejsce |
| ------------ | ------------- | --------- | ------- | --------- | ------- | ------ | ------- |
| Arthur Royer | Indywidualnie | 66.5 m    | 105.9   | 61.5 m    | 93.9    | 199.8  | 15.     |

Dziewczęta
| Zawodniczka | Konkurencja   | Runda 1   | Runda 1 | Runda 2   | Runda 2 | Razem  | Razem   |
| Zawodniczka | Konkurencja   | Odległość | Punkty  | Odległość | Punkty  | Punkty | Miejsce |
| ----------- | ------------- | --------- | ------- | --------- | ------- | ------ | ------- |
| Léa Lemare  | Indywidualnie | 67.0 m    | 108.6   | 70.5 m    | 117.5   | 226.1  | 4.      |

Mieszany konkurs drużynowy
| Zawodnicy                           | Konkurencja      | Runda 1 | Runda 2 | Razem  | Razem   |
| Zawodnicy                           | Konkurencja      | Punkty  | Punkty  | Punkty | Miejsce |
| ----------------------------------- | ---------------- | ------- | ------- | ------ | ------- |
| Léa Lemare Tom Balland Arthur Royer | Drużyna mieszana | 227.2   | 283.3   | 510.5  | 9.      |

### Snowboard
Chłopcy
| Zawodnicy          | Konkurencja | Kwalifikacje    | Kwalifikacje    | Kwalifikacje    | Półfinał | Półfinał | Półfinał | Finał               | Finał               | Finał               |
| Zawodnicy          | Konkurencja | Zjazd 1         | Zjazd 2         | Miejsce         | Zjazd 1  | Zjazd 2  | Miejsce  | Zjazd 1             | Zjazd 2             | Miejsce             |
| ------------------ | ----------- | --------------- | --------------- | --------------- | -------- | -------- | -------- | ------------------- | ------------------- | ------------------- |
| Victor Habermacher | Halfpipe    | 52.50           | 29.00           | 9. q            | 36.35    | 35.75    | 11.      | Nie awansował dalej | Nie awansował dalej | Nie awansował dalej |
| Victor Habermacher | Slopestyle  | Nie wystartował | Nie wystartował | Nie wystartował |          |          |          | Nie awansował dalej | Nie awansował dalej | Nie awansował dalej |
| Yannis Tourki      | Halfpipe    | 62.50           | 39.00           | 6. q            | 70.50    | 71.25    | 4. Q     | 63.00               | 57.25               | 9.                  |
| Yannis Tourki      | Slopestyle  | 38.00           | 35.25           | 13.             |          |          |          | Nie awansował dalej | Nie awansował dalej | Nie awansował dalej |

Dziewczęta
| Zawodniczki    | Konkurencja | Kwalifikacje | Kwalifikacje | Kwalifikacje | Półfinał | Półfinał | Półfinał | Finał   | Finał   | Finał   |
| Zawodniczki    | Konkurencja | Zjazd 1      | Zjazd 2      | Miejsce      | Zjazd 1  | Zjazd 2  | Miejsce  | Zjazd 1 | Zjazd 2 | Miejsce |
| -------------- | ----------- | ------------ | ------------ | ------------ | -------- | -------- | -------- | ------- | ------- | ------- |
| Lucile Lefevre | Halfpipe    | 70.75        | 75.75        | 3. Q         |          |          |          | 82.25   | 29.75   |         |
| Lucile Lefevre | Slopestyle  | 36.75        | 69.25        | 8. Q         |          |          |          | 36.25   | 42.25   | 9.      |